# Lychen
Lychen település Németországban, azon belül Brandenburgban. Lakosainak száma 3139 fő (2023. december 31.).

## Fekvése
Neubrandenburgtól délre fekvő település.

## Története

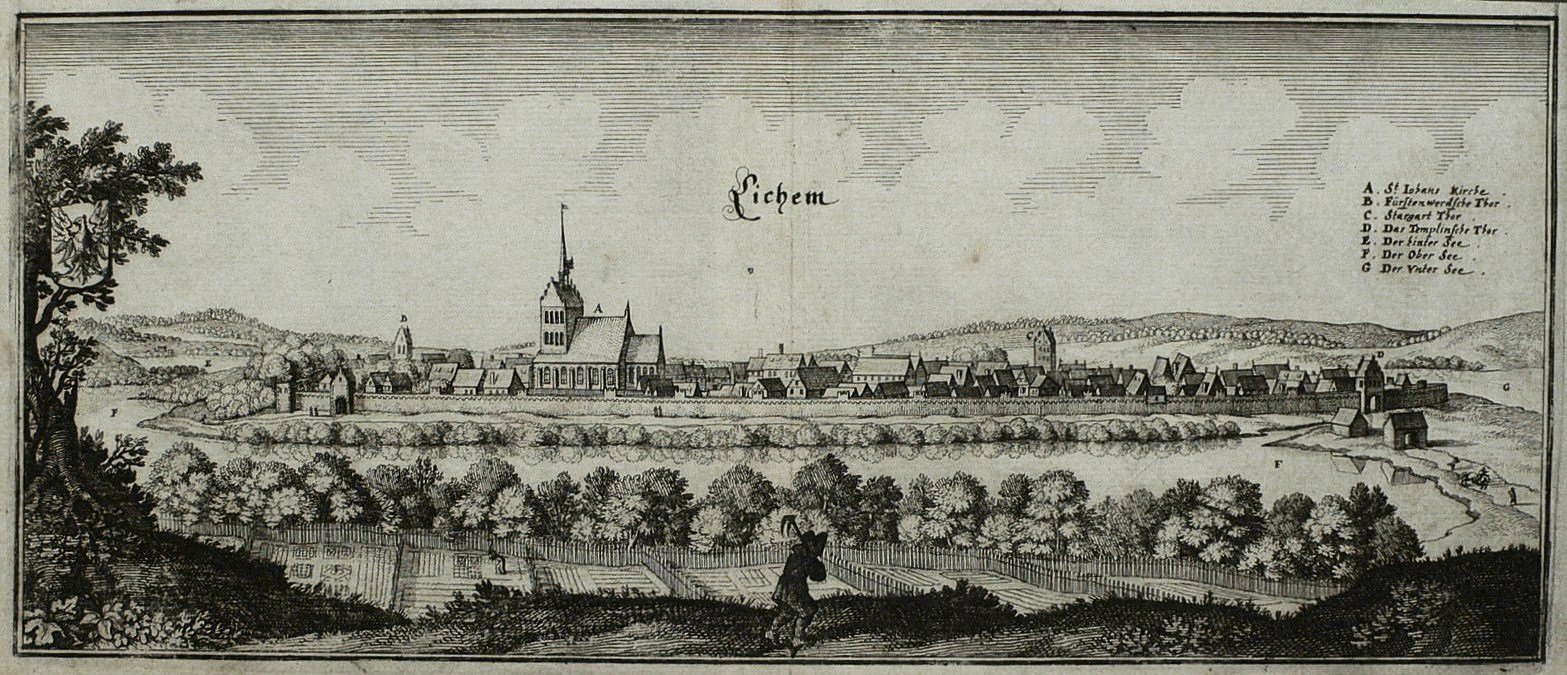

Lychen területén már a középkőkorban is éltek emberek, majd az 5.-6. Században szlávok telepedtek le itt. Nevét azonban csak 1248-ban említették először az írásokban Liechenben néven. Johann Margrave ekkor alapította a várost. Hat méter magas városi falat és három kaputornyot kapott, amelyek közül a Fürstenberger és a Stargarder Torony csak bizonyos részeken maradt fenn. Lychen 1302-ben egy katonai konfliktusok következtében Mecklenburgba esett. 150 évvel később Johann von Brandenburg Margrave visszanyerte a várost, és a béke után Wittstock visszatért Brandenburgba. 1618-1648 között, a harmincéves háború alatt két nagy tűzvész is pusztított. A hétéves háború (1756-1763) alatt Lychen svéd fennhatóság alá került.
A mai városrészek a középkorban a Himmelpfort kolostor birtokában voltak.

## Galéria

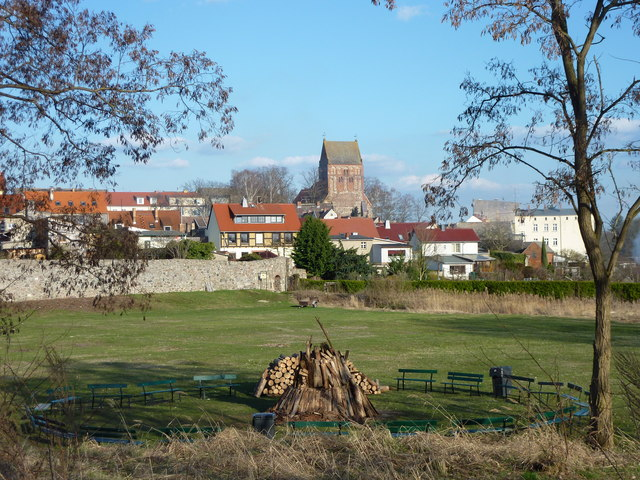
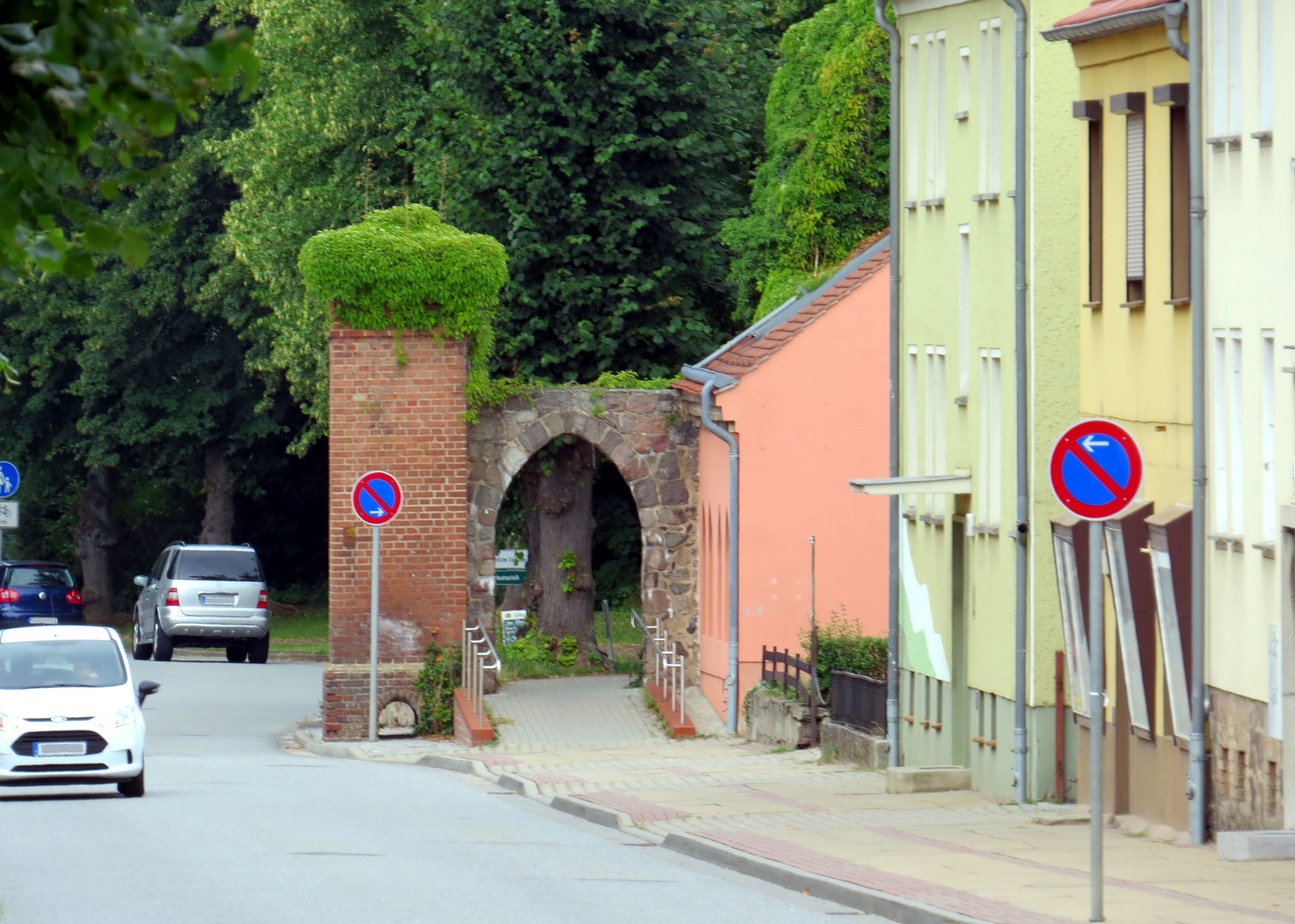
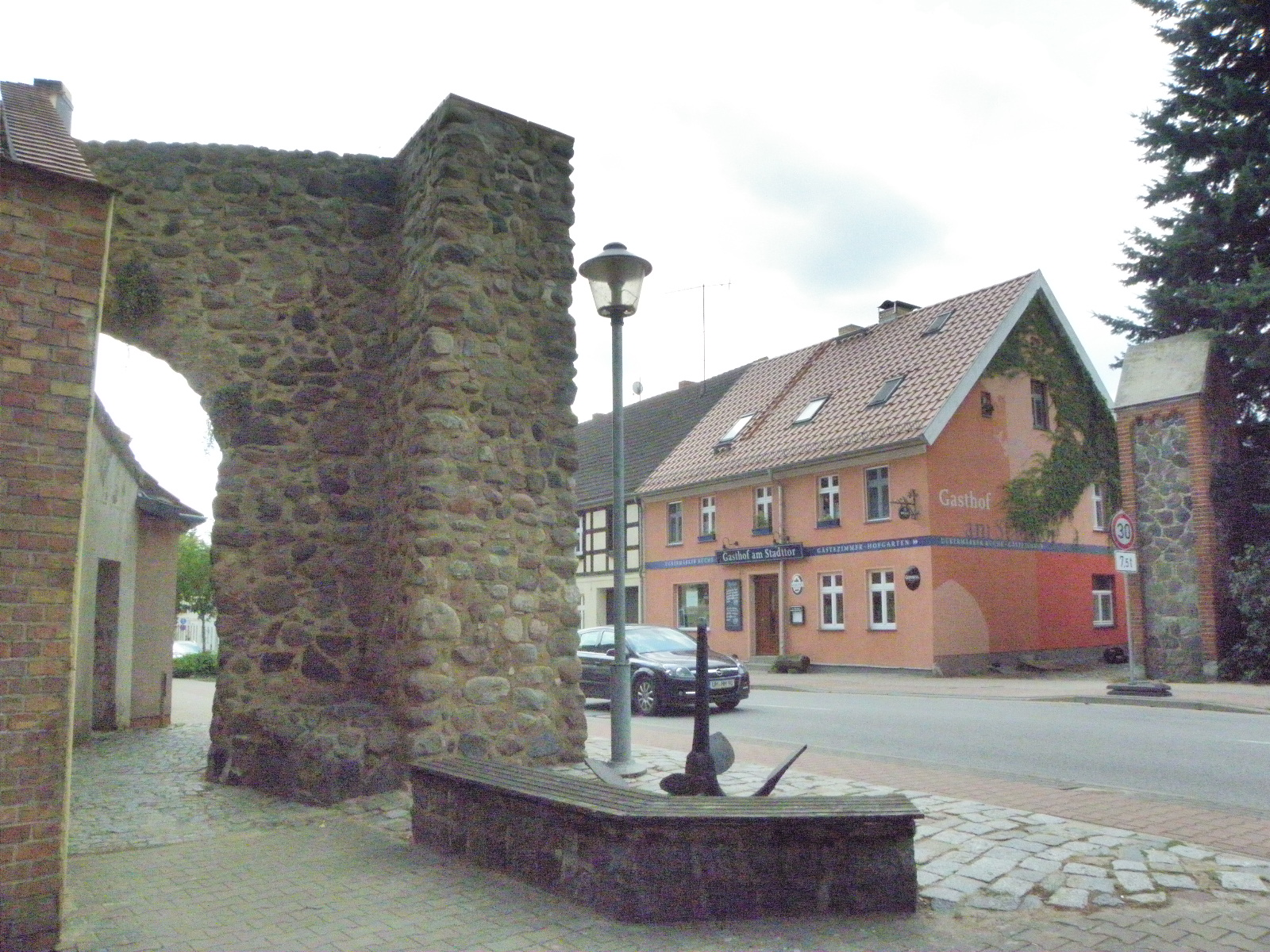
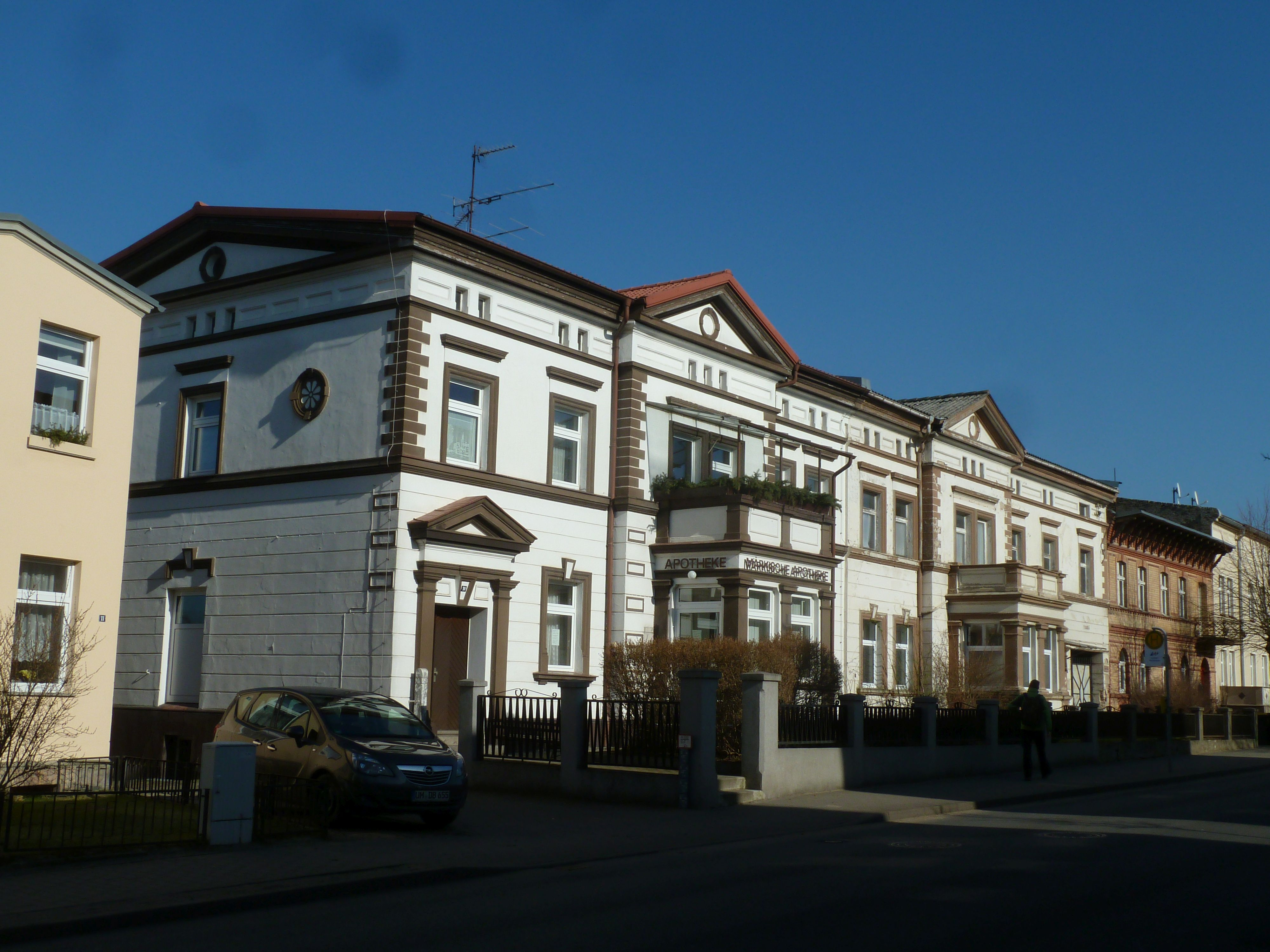
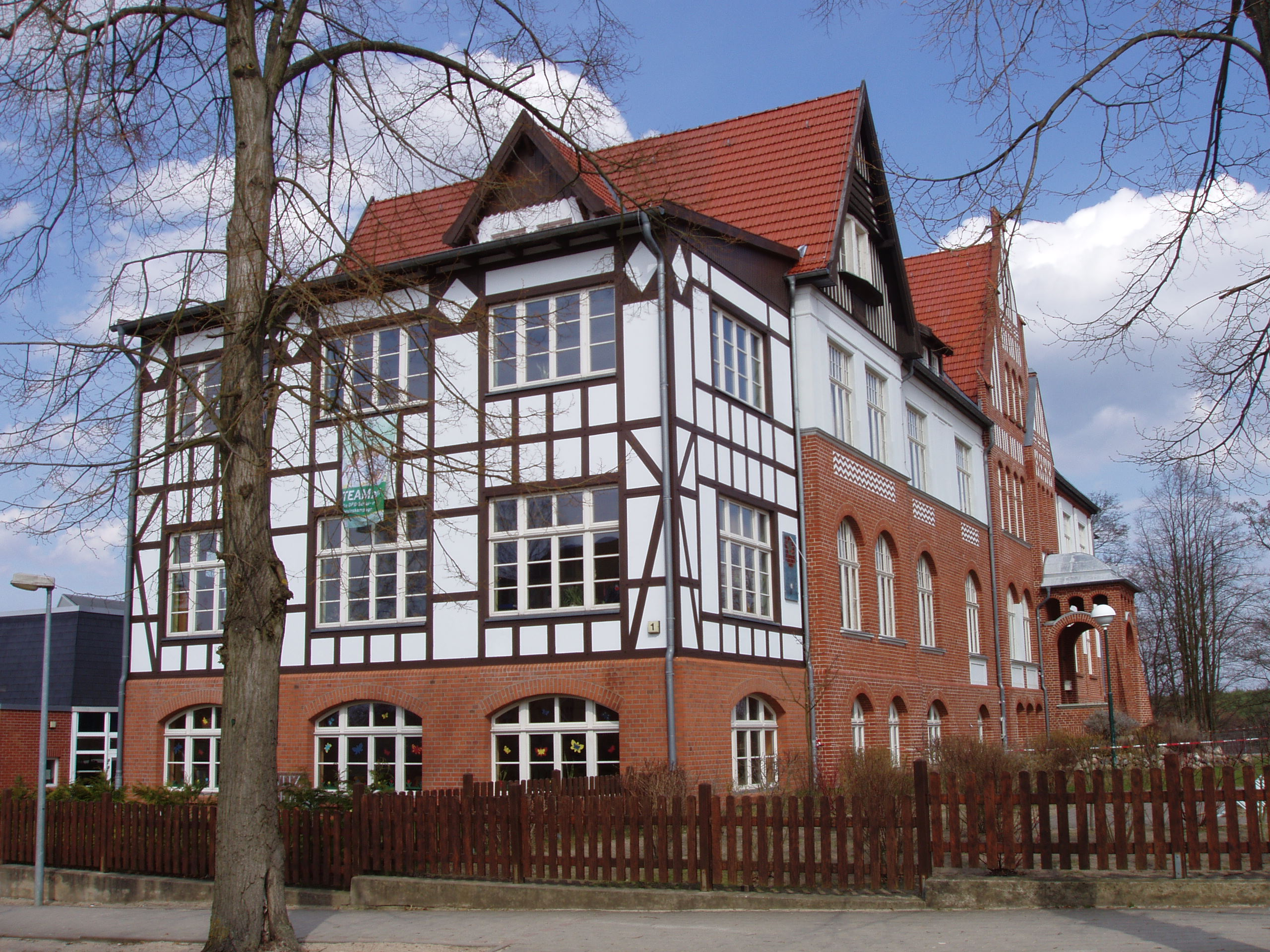
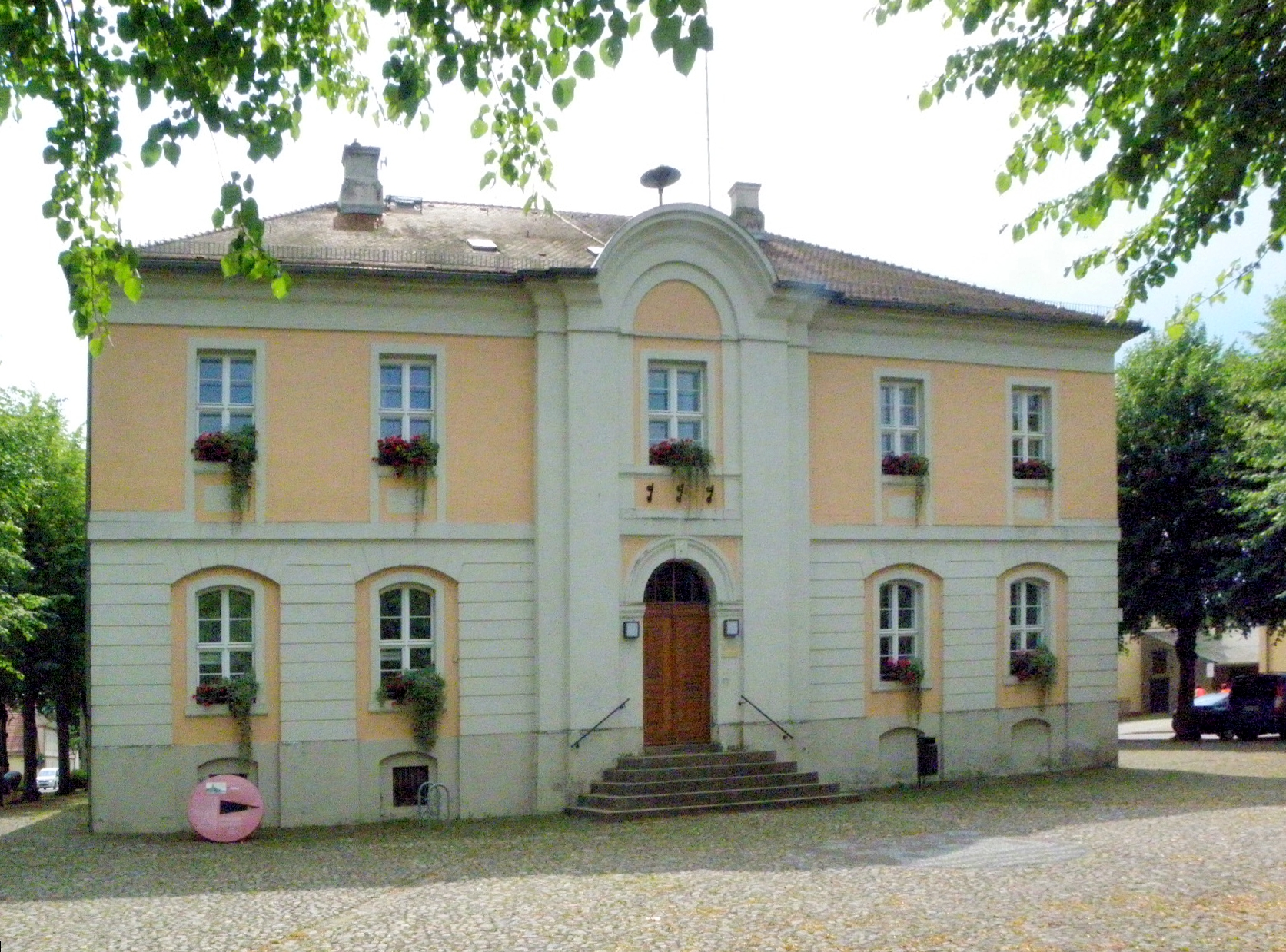
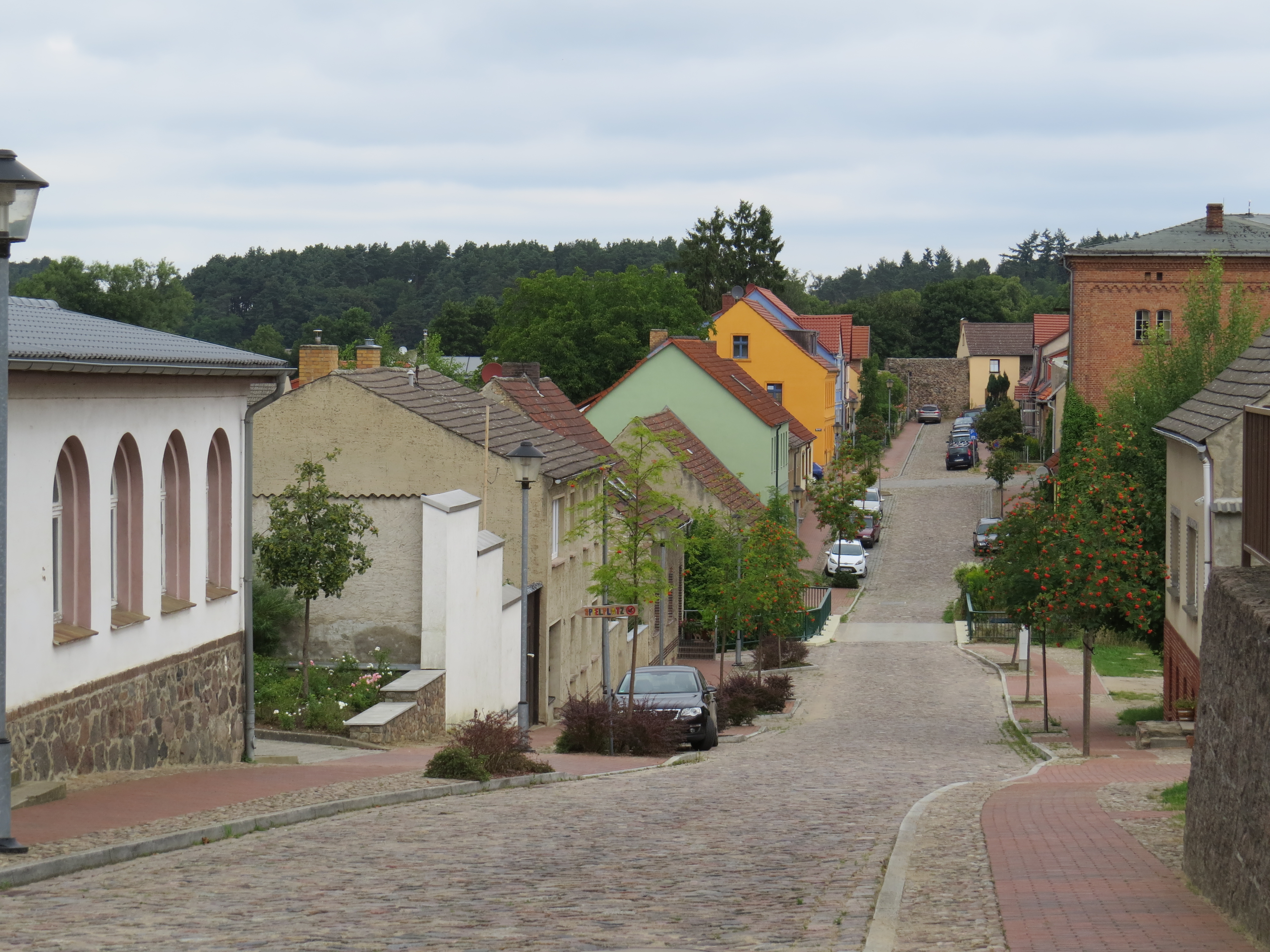
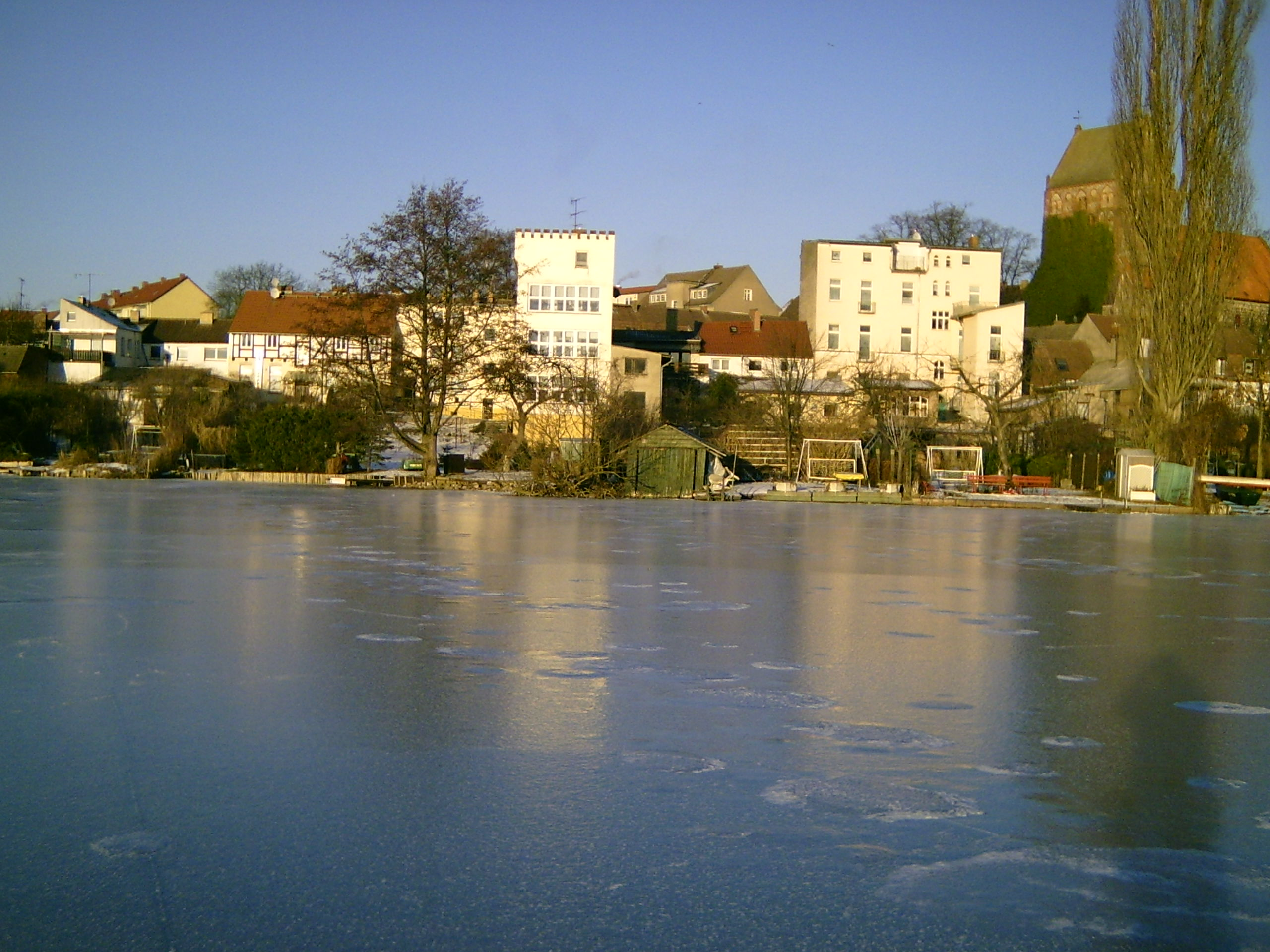
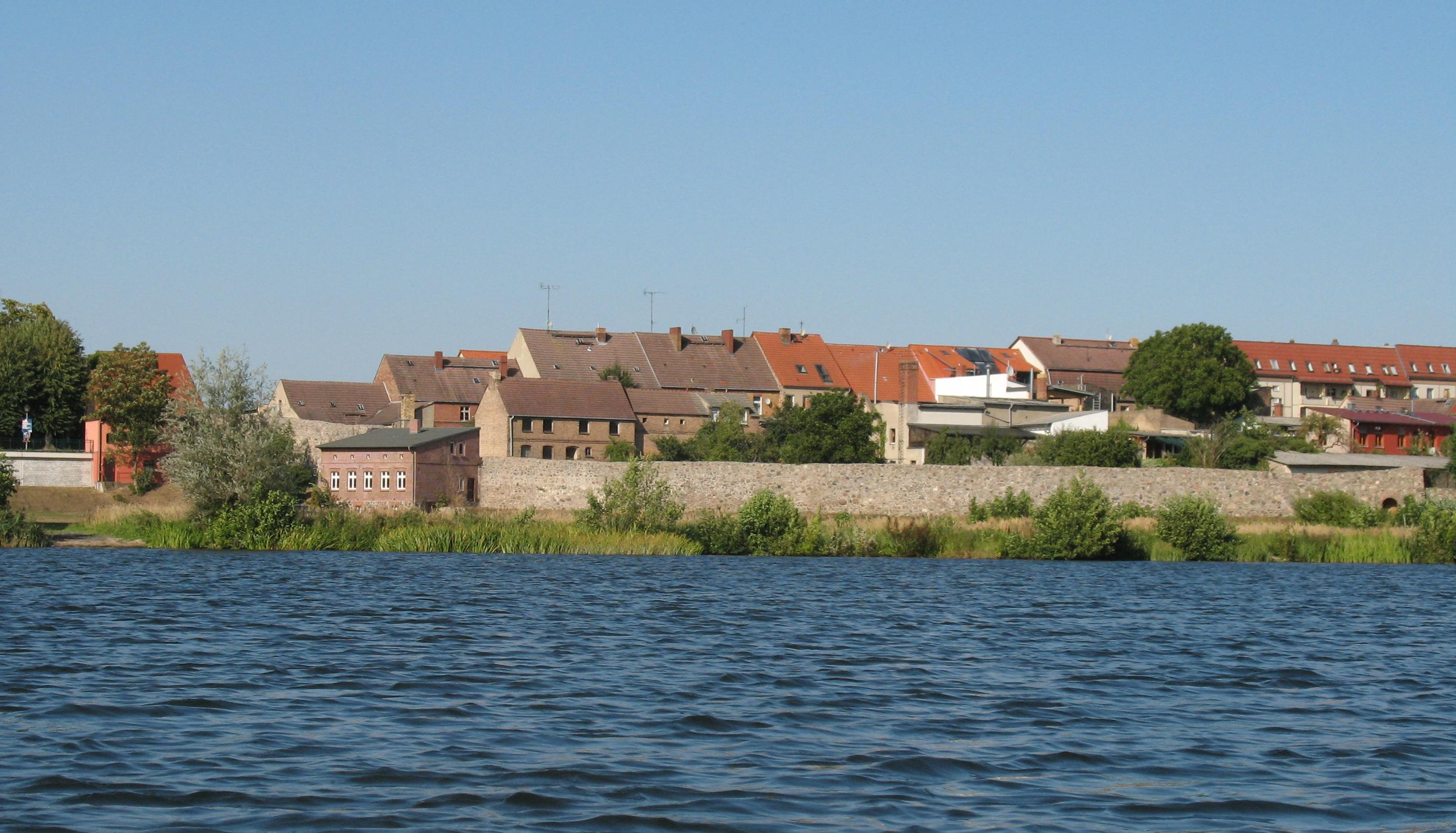
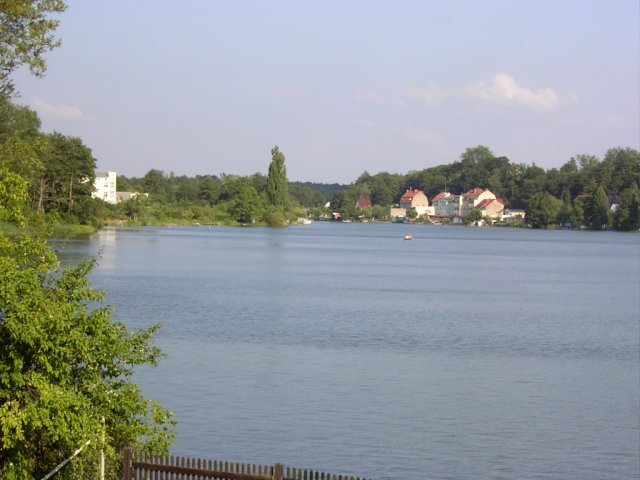
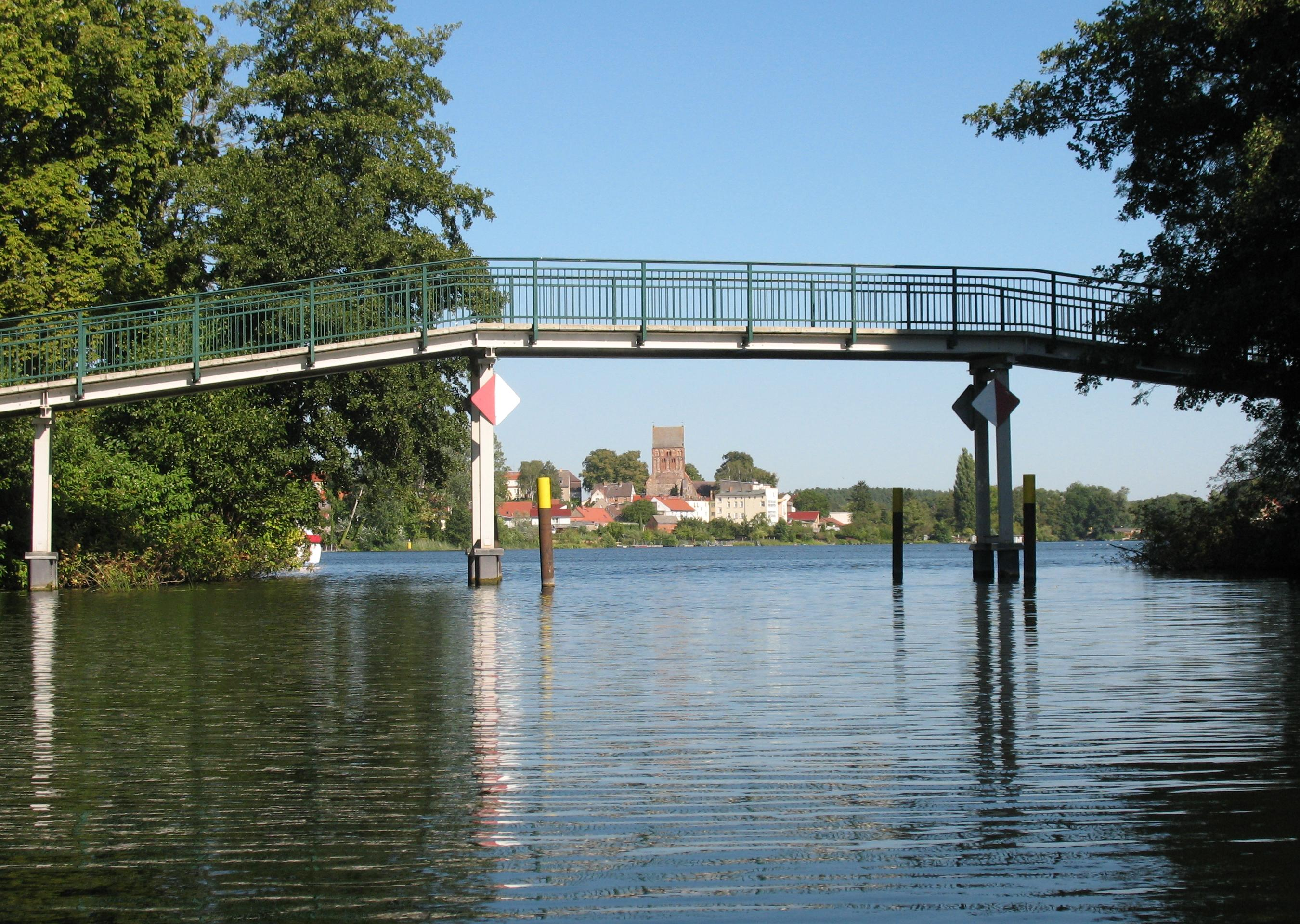
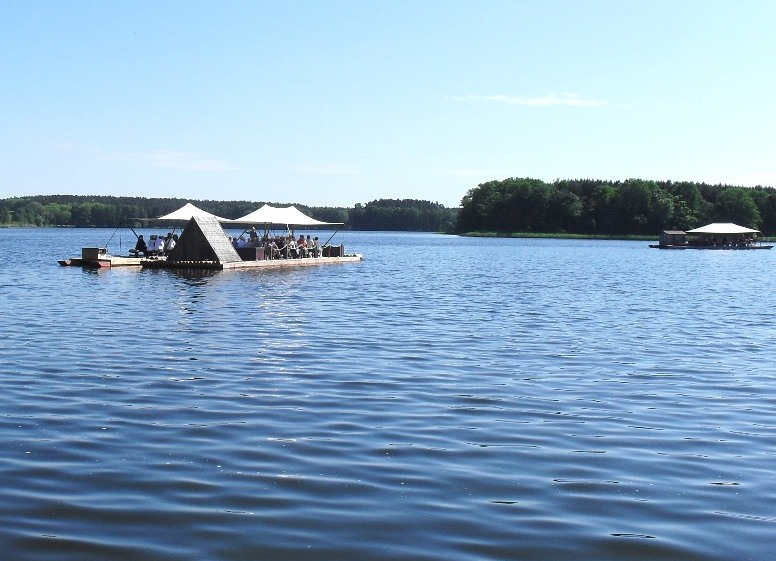
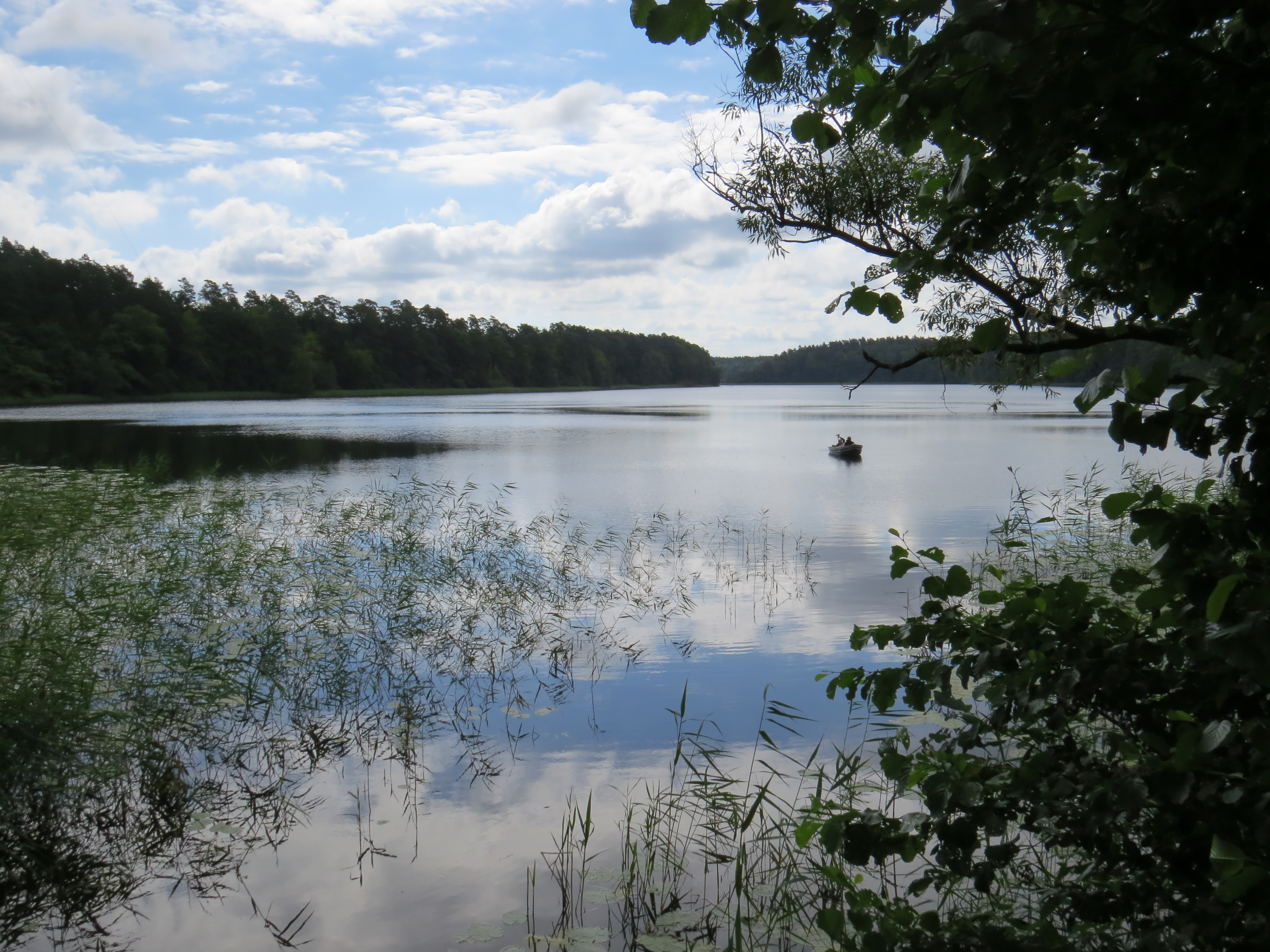
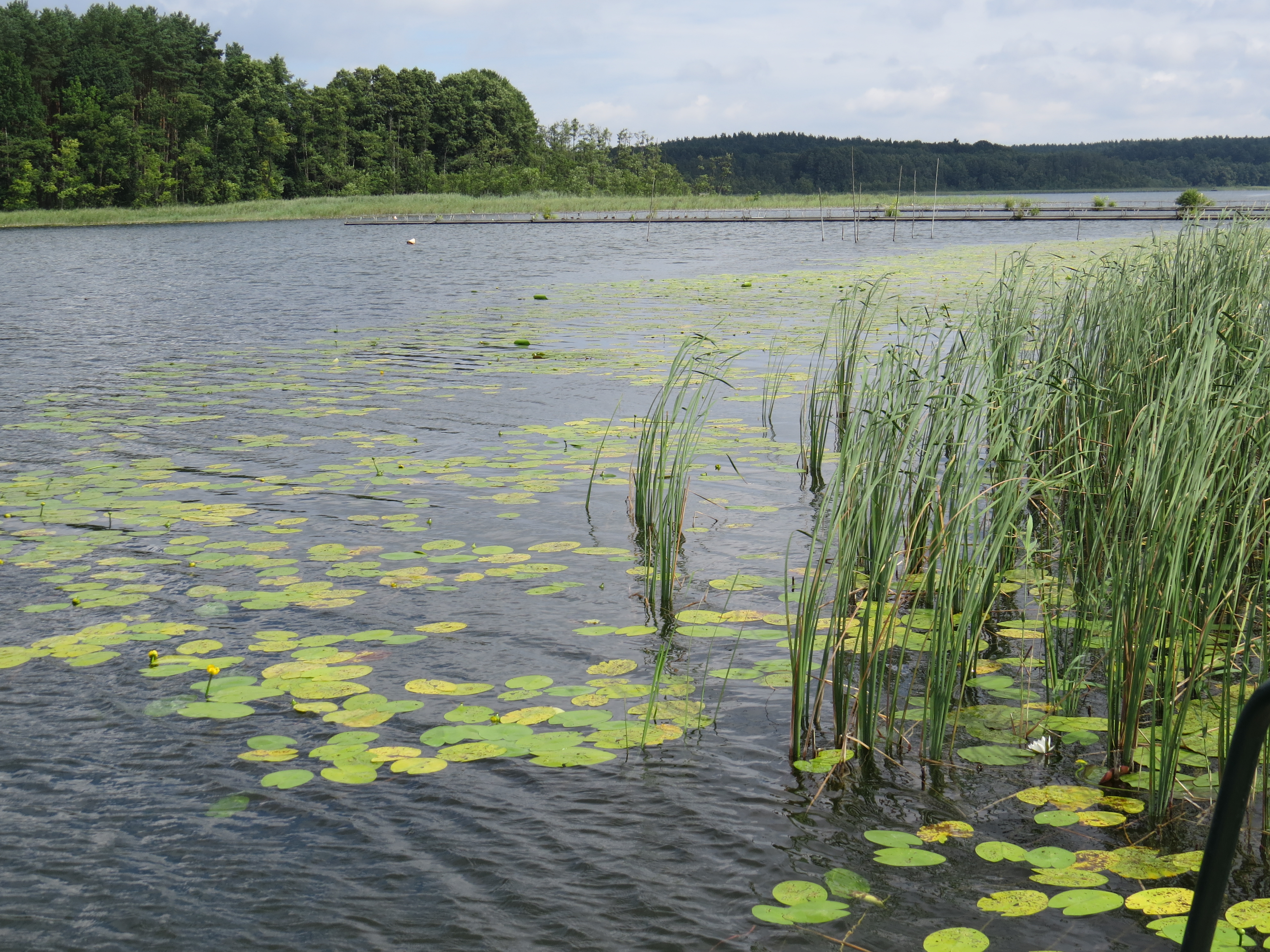

## Nevezetességek
- A város körüli tóvidék

## Népesség
A település népessége az elmúlt években az alábbi módon változott:
| Lakosok száma | 4114 | 3966 | 3527 | 3154 | 3147 | 3140 | 3139 |
|               | 1990 | 2000 | 2010 | 2020 | 2021 | 2022 | 2023 |